# Alice Wegmann
Alice Wegmann Corrêa (Rio de Janeiro, 3 novembre 1995) è un'attrice ed ex ginnasta brasiliana.

## Biografia
Figlia di Paulo Corrêa e Adriana Wegmann nonché sorella di Marcos Wegmann, a otto anni ha partecipato al Campionato brasiliano di ginnastica artistica in due discipline - volteggio e corpo libero - piazzandosi seconda nella classifica a squadre . Durante l'infanzia ha praticato anche surf, danza, tennis, nuoto, corsa e calcio. 
All'età di 11 anni, nel 2007, ha seguito corsi di recitazione presso il Teatro Tablado. Nel 2009 ha preso parte al suo primo spettacolo.
Nel 2012 ha debuttato in tv, con un ruolo nella soap opera Malhação. Sempre nel 2011 ha lavorato nella sua prima telenovela, A vida da gente, svolgendovi il ruolo di una tennista.
Dal 2013 al 2018 ha studiato  Comunicazione sociale presso la Pontificia Università Cattolica di Rio de Janeiro (PUC-Rio), conciliando gli studi con l'attività artistica.
Nel 2014 ha recitato nella telenovela Em família.
Nel 2016 ha sostenuto nella telenovela A Lei do Amor la parte di una giovane donna che viene creduta a lungo morta dopo essere stata scaraventata giù da una barca durante una lite. Sempre in quell'anno ha esordito sul grande schermo.
Nel 2019 è stata scelta per impersonare la malvagia Dalila nella telenovela Órfãos da Terra, che è stata premiata con un Emmy. 
Nel 2022 ha lavorato nella serie tv Rensga Hits!, sostenendo il ruolo di Raíssa Medeiros, personaggio ispirato alla cantante Marília Mendonça, morta l'anno precedente.

## Filmografia parziale

### Televisione
- Senna - miniserie televisiva, regia di Vicente Amorim e Julia Rezende (2024)